# Virgil Emil Căzănescu
Virgil Emil Căzănescu (n. 9 septembrie 1943, Râmnicu Vâlcea, România – d. 28 mai 2021, București, România) a fost un informatician român, profesor universitar la Universitatea din București.

## Biografie
Pe linie paternă, familia sa se trage din satul Căzănești (Râmnicu Vâlcea), Vâlcea, străbunicul său, Grigore F. Căzănescu fiind el înșuși licențiat în matematică al Universității din București și fondator al liceului Frații Buzești din Craiova⁠(en)[traduceți].
A absolvit în anul 1966 Facultatea de Matematică și Informatică din Universitatea București cu specializarea Mașini de calcul și în anul 1976 a obținut doctoratul în Matematică (cu teza Categorii de algebre universale) la aceeași facultate, sub îndrumarea profesorilor Grigore Moisil și Sergiu Rudeanu.
A început cariera didactică în anul 1967 și a avansat în ierarhia academică până la gradul de profesor universitar obținut în anul 1992 având o activitate de peste 46 de ani la Facultatea de Matematică și Informatică din Universitatea București.
În anul 1993 a înființat catedra de Fundamentele Informaticii la Facultatea de Matematică a Universității București, pe care a condus-o până la pensionare, cu excepția perioadei 2000-2004.

## Contribuții academice
În îndelungata sa carieră academică, profesorul Căzănescu a publicat peste 80 de articole științifice în jurnale de prestigiu și volume de conferințe.
Este recunoscut și citat pentru primele aplicații ale teoriei categoriilor în studiul automatelor și a mașinilor, precum și pentru cercetarea sa în domeniul modelelor algebrice pentru sintaxa și semantica limbajelor de programare.

### Cărți și manuale
- Logica matematica și teoria mulțimilor, (cu M. Becheanu, C. Năstăsescu și S. Rudeanu), Editura Didactica și Pedagogica, 1973
- Curs de bazele informaticii (3 fascicole), Tipografia Universității București, 1974/75
- Curs de bazele informaticii: Limbaje raționale și automate, Tipografia Universității București, a) ediția I, 1975 b) ediția II, 1976
- Curs de bazele informaticii: Partea I, Tipografia Universității București, 1976
- Curs de scheme de programe: Latici continue, Tipografia Universității București, 1980
- Curs de scheme de programe: Ecuații recursive cu domenii, Tipografia Universității București, 1981
- Curs de bazele informaticii: Introducere în logica matematica, Tipografia Universității București, 1981
- Curs de bazele informaticii: Volumul I, Tipografia Universității București, 1983
- Curs de bazele informaticii: Volumul II, Tipografia Universității București, 1983
- Introducere în teoria limbajelor formale, Editura Academiei, 1983
- Bazele informaticii: Lecții de logica matematica, (cu C. Calude) Tipografia Universității București, 1984
- Programare prin rescriere, Editura Universității din București, 2020. ISBN 978-606-16-1191-1

## Studenți notabili
- Răzvan Diaconescu
- Grigore Roșu⁠(en)[traduceți]
- Gheorghe Ștefănescu
- Doina Klinger (Onuț)